# Dendrohyrax arboreus
El damán arborícola meridional (Dendrohyrax arboreus) es una especie de mamífero hiracoideo de la familia Procaviidae, que se encuentra principalmente en el sureste del continente africano.  

## Descripción
Este animal presenta rasgos similares a los del cerdo de guinea. Posee uñas semejantes a pezuñas, y tiene un pelaje denso, con pelos suaves de color marrón grisáceo. El pelaje cerca de las manos y orejas suele tornarse blanco con el paso del tiempo. El peso promedio de un animal adulto es de unos 2.27 kilogramos, y su largo promedio está alrededor de los 52 centímetros.
Es un animal gregario que vive en colonias de hasta 80 individuos.
También, posee una glándula odorífera en el dorso cubierta por un mechón de pelo.

## Distribución y hábitat
Se encuentra en Angola, Zambia, el Congo, Kenia, Uganda, Ruanda, Burundi, Tanzania, Mozambique, Malawi y Sudáfrica. Su hábitat natural son bosques templados, bosques secos subtropical o tropicales, bosques de tierras bajas subtropical o tropicales, sabanas húmedas, y áreas rocosas. Puede ser encontrado en terrenos hasta los 4500 metros sobre el nivel del mar.

## Comportamiento
El D. arboreus es mayormente nocturno, al contrario del Procavia Capensis, que vive entre rocas y es mayormente diurno. Suelen encontrarse solos, o en parejas o grupos pequeños, en árboles bajos y con follaje denso. Son grandes escaladores de árboles, con un muy buen equilibrio. No suelen caminar por el suelo, si lo hacen será momentáneo hasta volver a ponerse a cubierto. Por la noche se pueden oír los chillidos territoriales de los machos.

## Alimentación
Estos animales son herbívoros. Consumen distintas partes de las plantas como sus hojas, pétalos, tallos y frutos blandos y semillas duras. Las especies de plantas de las que se alimentas son demasiadas para listar, algunas de ellas son Hagenia abyssinica, Hypericum revolutum, y Podocarpus falcatus.

## Reproducción
Luego de un período de gestación de 7 meses, nacen las crías, bien desarrolladas y con un peso entre 170-200 gramos, ganando un 4% de su peso por día, o incluso más, alimentándose con leche materna. Nacen con poca coordinación y un pobre equilibrio, pero en menos de un mes ya desarrollarán las habilidades necesarias para seguir a su madre por las ramas. Aprenden a distinguir las plantas comestibles comiendo lo mismo que ven comer a los adultos. En unos 12 meses ya podrán ser considerados adultos.

## Taxonomía
A partir de 2018, en la revisión más reciente del género Dendrohyrax, se considera a Dendrohyrax validus ya no como un sinónimo de D. arboreus sino como una especie distinta.